# Военная реформа в РФ (1997—1999)

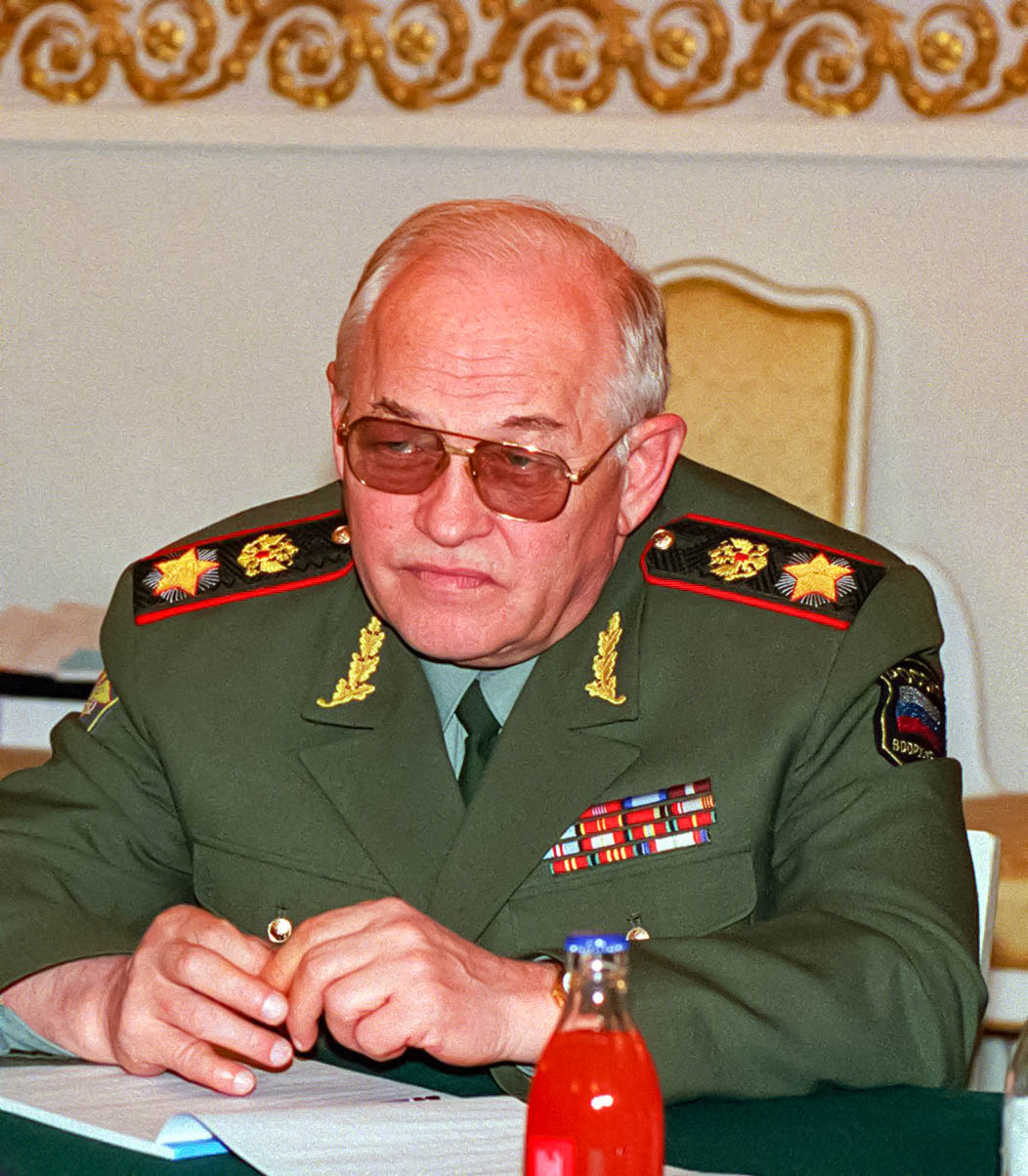
Министр обороны Российской Федерации в 1997—2001 годах Игорь Сергеев — первый и единственный Маршал Российской Федерации

Военная реформа в РФ 1997—1999 годов — комплекс мер по реформированию Вооружённых сил Российской Федерации.
Развал Советского Союза повлёк за собой разрушение и его Вооружённых сил, поделённых между бывшими союзными республиками. К старым проблемам ВС СССР, унаследованным Вооружёнными силами России, добавились и проблемы несоответствия размеров вооружённых сил экономическим возможностям Российского государства, а, кроме того, возникший демографический кризис поставил ребром проблему комплектования воинских частей. Изменились приоритеты обороны и потенциальные противники, что сделало советскую модель армии более неактуальной. Решение этих вопросов стало основным в процессе реформирования ВС. Оптимизация организационно-штатной структуры, сокращение численности ВС, введение контрактной службы и упорядочивание финансирования стали основными мерами принятыми правительством и министерством обороны в ходе реформы.

## Предыстория
Президентским указом 7 мая 1992 года были созданы Вооружённые силы (ВС) и Министерство обороны (МО) суверенной России.
Реформе предшествовал подготовительный период 1992—1996 годов, который определил для высшего руководства основные пути работы над совершенствованием вооружённых сил страны. Сколько-нибудь серьёзного реформирования в эти годы не было. Военное руководство и президент самоустранились от решения назревших вопросов.
Характеризовался он прежде всего разделом вооружённых сил между республиками бывшего СССР и выводом войск из стран Варшавского договора (ЗГВ, СГВ, ЦГВ), прибалтийских республик (СЗГВ) и Монголии (ГСВМ). Кроме того, Первая чеченская война обнажила все накопившиеся проблемы со всей очевидностью, заставив общество и власть обратить пристальное внимание на вопрос реформирования ВС.
Понимание необходимости кардинальной реформы ВС созрела ещё при Горбачёве. Проблемы армии резко усилил непродуманный и поспешный вывод войск, добавивший новых трудностей к старым. Темпы строительства жилья сильно отставали от темпов вывода войск. В России было построено только немногим более 10 % квартир от нужного количества.

…Возвращение многих российских офицеров с семьями из Европы и бывших союзных республик ещё больше усилило нагрузку на военную структуру, препятствуя её нормальному функционированию… Колоссальная задача передислокации войск в совокупности с огромной нехваткой жилья и элементов инфраструктуры должна была решаться одновременно с созданием новых группировок. Но была значительная неопределённость относительно характера угроз и того, кого можно считать союзниками, а кого нет. Это самым негативным образом сказалось на моральном состоянии людей и послужило важной причиной развала армии как единого организма…— Выдержка из аналитических материалов Пентагона.
В этот период сколько-нибудь заметного реформирования вооружённых сил не было. Программы срывались, на разворовывании военного имущества наживалась мафия. К примеру не была реализована Государственная программа вывода российских войск с территорий других государств, их размещения и обустройства на территории России, утверждённая указом Президента РФ от 24 июня 1993 года. Она предусматривала строительство 126,7 тыс. квартир, свыше 580 объектов соцкультбыта, около 460 казарм и более 2300 хранилищ для техники, вооружения и материально-технических средств. Для выполнения задач Программы планировалось выделить 427,8 млрд рублей из федерального бюджета. Финансовые средства в значительной мере попали в руки мафии, либо расходовались неэффективно. Работники министерства обороны раздавали подряды на строительство казарм, полигонов, жилья, хранилищ, объектов социальной сферы фирмам-однодневкам, созданных в том числе и их бывшими сослуживцами, после чего полученные деньги исчезали в неизвестном направлении.
Под действием общественной критики и для повышения своего рейтинга перед президентскими выборами президент обратил внимание на проблему и был издан 16 мая 1996 года Указ Президента РФ № 722 «О переходе к комплектованию должностей рядового и сержантского состава ВС и других войск РФ на профессиональной основе». Этот указ дал толчок к формальному юридическому началу контрактной службы в ВС РФ.
Лишь к 1997 году была определена чёткая стратегия работы по выводу вооружённых сил из затянувшегося кризиса. Препятствия реформе создавал традиционалистски настроенный генералитет во главе с министрами обороны П. С. Грачёвым и И. Н. Родионовым, мыслившие категориями Холодной войны. Кроме того, реформаторской работе препятствовала, унаследованная от МО СССР, жёсткая военно-бюрократическая структура. Консервативному генералитету удалось убедить руководство не превращать министерство обороны в сугубо гражданский административно-политический орган управления с передачей всех функций по управлению войсками Генеральному штабу.

## Ход реформ
Начало реформирования было положено Указом президента Б. Н. Ельцина «О мерах по обеспечению военного строительства в Российской Федерации» от 26 ноября 1996 года. Кроме того, 22 мая 1997 года на пост министра обороны назначен генерал И. Д. Сергеев, начальником Генштаба А. В. Квашнин, которым предстояло провести реформу под своим руководством. Её главные направления были конкретизированы в Указе президента РФ № 725с «О первоочередных мерах по реформированию Вооружённых сил Российской Федерации и совершенствованию их структуры» от 16 июля 1997 года.
При Совете обороны созданы: Комиссия по военному строительству под председательством премьер-министра Виктора Черномырдина и Комиссия по финансовому и экономическому обеспечению военной реформы под председательством первого вице-премьера — министра финансов Анатолия Чубайса, задачей которых было заниматься проработкой концептуально-теоретических положений и практических мер военной реформы.

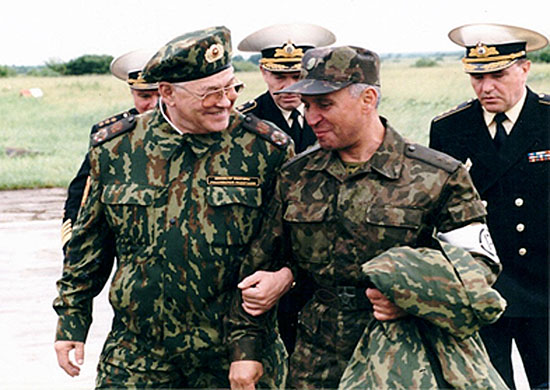
Генерал-лейтенант Н.Е. Макаров (справа) с Министром обороны маршалом Российской Федерации И.Д. Сергеевым (слева) на учениях «Запад-99». 1999

Было принято решение сократить штатную численность ВС к 1 января 1999 года с 1,7 млн до 1,2 млн военнослужащих и с 600 тыс. до 300 тыс. человек гражданского персонала. Реальная списочная численность российских вооружённых сил в 1997 году находилась в пределах 1,2—1,3 миллионов военнослужащих.
Из состава должны были быть выведены военно-строительный комплекс, дорожно-строительные части и военная торговля. К концу 1997 года были расформированы 57 воинских частей и учреждений.
Были объединены Ракетные войска стратегического назначения, Военно-космические силы и Войска ракетно-космической обороны (ранее Войска РКО входили в состав Войск ПВО), таким образом был создан новый вид войск. Это позволило упразднить дублирующие управленческие структуры и усовершенствовать систему получения информации. Информация стала идти с космического и наземного эшелонов средств предупреждения о ракетном нападении (СПРН), минуя промежуточные звенья, прямо на Центральный командный пункт РВСН, что сократило время на принятие решений в гипотетической критической ситуации.
В 1997 году ряд консервативно настроенных военных, в том числе бывший министр обороны Игорь Родионов и генерал Лев Рохлин, ушли в радикальную оппозицию к Ельцину, обвинив его в умышленном развале Вооруженных Сил России. По ряду свидетельств Рохлин собирал военных для организации восстания против президента и вынашивал планы вооружённого «похода на Кремль». В июле 1997 года президент России Борис Ельцин жестко высказался об оппозиционной деятельности генарала: «Рохлиных мы сметем с их антиконструктивными действиями. Таких помощников нам не надо». В июле 1998 года Рохлин был найден убитым на собственной даче. По официальной версии, в спящего Рохлина стреляла его жена.
Указом президента от 28 августа 1997 г. в составе его администрации была образована Государственная военная инспекция для контроля над обстановкой в вооружённых силах.
В 1998 году Войска ПВО были переданы в состав Военно-воздушных сил. Новую структуру ВВС с интегрированными ПВО утвердили 27 января 1998 года. Сформировано новое главное командование ВВС численностью 950 чел. (78 % — военнослужащие). Уже к 1 января 1999 г. общая численность ВВС составила 318 тыс. чел. (было уволено 41 350 военнослужащих). К марту 1998 года было создано управление главнокомандующего новых ВВС в г. Железнодорожный. Произошло ослабление возможностей ПВО. В Московском округе ПВО численность военнослужащих снизилась в 2,3 раза, из 10 соединений осталось 4. В целом 580 частей были расформированы, 134 частей переформированы, было высвобождено более 20 аэродромов, 310 военных городков. За год реорганизации было перевезено 600 тысяч тонн материально-технических средств и ГСМ.
В 1998 году Авиация сухопутных войск выведена из состава СВ и переподчинена напрямую начальнику Генерального штаба ВС РФ.
30 июля 1998 г. президент утвердил «Основы (концепцию) государственной политики РФ по военному строительству на период до 2005 года». В «Основах» был определён уровень военных расходов: 5,1 % от ВВП — на всю деятельность по обеспечению безопасности страны, в том числе 3,5 % от ВВП — на оборону страны.
Количество военных округов сокращено с восьми до семи. Упразднён Забайкальский военный округ. Планировалось создать на их базе оперативно-стратегические командования с функцией управления всеми родами войск на вверенной территории. Но по финансовым причинам это реализовано не было.
| | |
| с 1991 г. | с 27 июля 1998 |
| Московский Ленинградский Северо-Кавказский Приволжский Уральский Сибирский Забайкальский Дальневосточный Калининградский особый район | Московский Ленинградский Северо-Кавказский Приволжский Уральский Сибирский Дальневосточный Калининградский особый район |

Совершён переход к четырёхвидовой структуре ВС: сухопутные войска (СВ), военно-воздушные силы (ВВС), ракетные войска стратегического назначения (РВСН) и военно-морской флот (ВМФ).
Планировалось оставить 25 дивизий (из которых 4 полностью укомплектованы), четыре армейских корпуса и семь общевойсковых армий, а 26 дивизий трансформировать в базы хранения вооружений и военной техники (БХВВТ).
Менее всего процесс реформирования затрагивал Военно-морской флот. Его численность планировалось снизить до 200 тысяч человек.
Президентом поставлена задача ограничить расходы на оборону в пределах 3,5 % от ВВП.
В июне 1999 г. Комиссия по подготовке проектов общевоинских уставов ВС РФ завершила предварительную проработку проектов уставов и в августе того же года направила их для изучения в войска.
Число военно-учебных заведений и научно-исследовательских учреждений было сокращено примерно вдвое.
К началу 1999 года была подготовлена новая военная доктрина РФ.

## Итоги
Бюджетный кризис весны 1998 года, а затем и крах 17 августа нанесли тяжёлый удар по осуществлению реформы в тот самый момент, когда она стала набирать темп. С 1998 года запланированные расходы на оборону были сокращены с 82 млрд до 38 млрд рублей к концу года. Финансовые урезания ударили прежде всего по НИОКР, приобретению вооружений и техники и капитальному строительству. Замер переход на военную службу по контракту. Учения и военная подготовка фактически прекратились.
Определились понятие военной организации РФ, её состав и структура.
К 2000 г. численность Вооружённых сил по сравнению с 1997 г. сократилась на 30 %, а военный бюджет в реальном исчислении — на 50 %. Опережение сокращения финансирования перед сокращением численности поставил армию на грань социального взрыва, чем реформа была дискредитирована.
Одним из ярких показателей итогов реформирования стало снижение штатной численности ВС. Если российская армия к 1 декабря 1993 года имела 2,341 млн чел., то к 2000 году уже 1,2 млн чел.